# Whirlpool-Author/Saison 2012
Dieser Artikel listet Erfolge und Fahrer des Radsportteams Whirlpool-Author in der Saison 2012 auf.
Die Mannschaft belegte in der UCI Europe Tour 2012 Rang 58.

## Erfolge in der UCI Europe Tour
| Datum              | Rennen                           | Kat. | Sieger                |
| ------------------ | -------------------------------- | ---- | --------------------- |
| 28. Juni           | 1. Etappe Czech Cycling Tour     | 2.2  | Mannschaftszeitfahren |
| 1. Juli            | 4. Etappe Czech Cycling Tour     | 2.2  | Matej Jurčo           |
| 28. Juni – 1. Juli | Gesamtwertung Czech Cycling Tour | 2.2  | František Padour      |

## Zugänge – Abgänge
| Zugänge       | Team 2011            | Abgänge                    | Team 2012       |
| ------------- | -------------------- | -------------------------- | --------------- |
| Matej Jurčo   | Dukla Trenčín Merida | Marc Reynés                | Nutrixxion Abus |
| Jiří Polnický | Sunweb-Revor         | Vojtěch Dlouhý             | Unbekannt       |
|               |                      | Petr Benčík (bis 31. Juli) | Karriereende    |

## Mannschaft
| Name              | Geburtstag         | Nationalität |
| ----------------- | ------------------ | ------------ |
| Tomáš Bucháček    | 7. März 1978       | Tschechien   |
| Tomáš Danačík     | 24. Oktober 1990   | Tschechien   |
| David Dvorský     | 11. Juni 1992      | Tschechien   |
| Josef Hošek       | 23. Dezember 1991  | Tschechien   |
| Jiří Hudeček      | 19. Mai 1986       | Tschechien   |
| Matej Jurčo       | 8. August 1984     | Slowakei     |
| Stanislav Kozubek | 9. Juni 1980       | Tschechien   |
| František Padour  | 19. Januar 1988    | Tschechien   |
| Jiří Polnický     | 16. Dezember 1989  | Tschechien   |
| Joshua Prete      | 17. August 1991    | Australien   |
| Jakub Večeřa      | 26. September 1992 | Tschechien   |